# Przygody rodziny Addamsów
Przygody rodziny Addamsów (ang. The Addams Family, 1973) – amerykański serial animowany opowiadający o losach rodziny Addamsów.
W Polsce serial został wydany na kasetach VHS.

## Fabuła
Serial opowiada o rodzinie jak z horroru. Addamsowie to potworna rodzina sadystów, masochistów i potworów. Mieszkają na bagnach w ogromnym, zapuszczonym dworze. Ich dom pełen jest narzędzi tortur, ukrytych przejść i pułapek. Mimo to serial nie jest horrorem, a parodią horrorów, pełnym czarnego humoru i zabawnych scen.

## Obsada
- John Stephenson(inne języki)
- Ted Cassidy – Lurch/Rzecz
- Jodie Foster – Pugsley Addams
- Cindy Henderson – Wednesday Addams
- Jackie Coogan – Fester Addams
- Lennie Weinrib(inne języki) – Gomez Addams
- Janet Waldo – Morticia Addams/babcia

## Spis odcinków
| N/o            | Polski tytuł | Angielski tytuł                            |
| -------------- | ------------ | ------------------------------------------ |
|                |              |                                            |
| SERIA PIERWSZA |              |                                            |
|                |              |                                            |
| 01             |              | The Addams Family in New York              |
|                |              |                                            |
| 02             |              | Left in the Lurch                          |
|                |              |                                            |
| 03             |              | Boola Boola                                |
|                |              |                                            |
| 04             |              | The Fastest Creepy Camper in the West      |
|                |              |                                            |
| 05             |              | The Mardi Gras Story                       |
|                |              |                                            |
| 06             |              | Follow That Loaf of Bread                  |
|                |              |                                            |
| 07             |              | Aloha, Hoolamagoola                        |
|                |              |                                            |
| 08             |              | The Reluctant Astronauts' Trip to the Moon |
|                |              |                                            |
| 09             |              | The Great Balloon Race                     |
|                |              |                                            |
| 10             |              | Ghost Town                                 |
|                |              |                                            |
| 11             |              | The Circus Story                           |
|                |              |                                            |
| 12             |              | The Addams Family at Sea                   |
|                |              |                                            |
| 13             |              | The Voodoo Story                           |
|                |              |                                            |
| 14             |              | The Roller Derby Story                     |
|                |              |                                            |
| 15             |              | The Addams Family Goes West                |
|                |              |                                            |
| 16             |              | The Addams Family at the Kentucky Derby    |
|                |              |                                            |
| 17             |              | N.J. Addams                                |
|                |              |                                            |
| 18             |              | The Great Race                             |
|                |              |                                            |
| 19             |              | Going Camping                              |
|                |              |                                            |
| 20             |              | Losin' a Job                               |
|                |              |                                            |
| 21             |              | New Monster In Town                        |
|                |              |                                            |
| 22             |              | Pugsley Cheats                             |
|                |              |                                            |
| 23             |              | Party Disaster                             |
|                |              |                                            |
| 24             |              | The Tale                                   |
|                |              |                                            |
| 25             |              | The Spy                                    |
|                |              |                                            |
| 26             |              | The Lucky Guy                              |
|                |              |                                            |
| 27             |              | Don't Breathe!                             |
|                |              |                                            |
| 28             |              | Over Nightmare                             |
|                |              |                                            |
| 29             |              | It's In the Attic                          |
|                |              |                                            |
| 30             |              | Making a Video                             |
|                |              |                                            |
| 31             |              | Dead Lines                                 |
|                |              |                                            |
| 32             |              | Escape                                     |
|                |              |                                            |
| 33             |              | Hotel Horror                               |
|                |              |                                            |
| 34             |              | It's Really Me                             |
|                |              |                                            |
| 35             |              | Creep County                               |
|                |              |                                            |